# Łęczyca
Łęczyca (výslovnost [wɛnˈt͡ʂɨt͡sa], dříve česky Lenčice) je město v Polsku v Lodžském vojvodství, správní středisko stejnojmenného okresu a městsko-vesnické gminy. Nachází se asi 38 km severozápadně od Lodže a asi 147 km jihozápadně od Varšavy. V roce 2024 zde žilo 12 976 obyvatel.

## Poloha
Městem protéká řeka Bzura, přítok Visly. Dále zde protéká potok Czartówka, na němž se nacházejí dvě vodní nádrže, a potok Stara Bzura, který se vlévá do Bzury. Prochází tudy státní silnice 91 a vojvodská silnice 703. Sousedními městy jsou Dąbie, Grabów, Kłodawa, Krośniewice, Kutno, Ozorków, Parzęczew, Piątek, Poddębice a Uniejów.

## Historie
První písemná zmínka o městě pochází z roku 1136. V roce 1180 se zde konal historicky první sjezd Sejmu.

## Památky
- Zámek

- Kostel sv. apoštola Ondřeje

- Kostel Neposkvrněného početí Panny Marie

## Partnerská města
- Penzlin, Německo[3]
- Rillieux-la-Pape, Francie[3]
- Rypin, Polsko[3]
- Volodymyr, Ukrajina[3]